# 杨牧之
杨牧之（1942年7月4日—），男，汉族，祖籍河北宁河，原籍吉林德惠，生于吉林怀德，中国出版家，曾任新闻出版总署副署长，中国出版工作者协会副主席，中国出版协会顾问，《中国大百科全书》第三版总主编，第四、十届全国人大代表。